# Clase Guaicamacuto
La Clase Guaicamacuto, es una clase de Buques de Vigilancia del Litoral (BVL) de la Armada de Venezuela, basados en el diseño tipo Avante 1400, diseñadas y construidas en los astilleros de Navantia en la localidad gaditana de San Fernando, España.
Recibe su nombre en memoria del cacique indígena, que se distinguió en la lucha contra los conquistadores españoles en el año 1558.

## Buques de la clase
| Nombre                        | Numeral | Puesto en grada | Botado      | Puesto en servicio | Estado                         |
| ----------------------------- | ------- | --------------- | ----------- | ------------------ | ------------------------------ |
| Guaicamacuto                  | GC-21   | 27-Nov-2007     | 16-Oct-2008 | 02-Mar-2010        | En servicio                    |
| Yaviré                        | GC-22   | Junio de 2008   | 11-Mar-2009 | 29-Jan-2011        | En servicio                    |
| Naiguatá                      | GC-23   | 28-Oct-2008     | 24-Jun-2009 | 1-Mar-2011         | Hundido el 30 de marzo de 2020 |
| Comandante eterno Hugo Chávez | GC-24   | 2008            | 12-Jul-2014 | abril de 2020      | En servicio                    |

Los GC-21, GC-22 y el GC-23 fueron construidos en el citado astillero, mientras que el GC-24 permanece en construcción en astilleros venezolanos por personal venezolano formado en el astillero de San Fernando.